# Iñurrieta
Iñurrieta es una localidad del concejo de Marinda, que está situado en el municipio de Cuartango, en la provincia de Álava, España.

## Historia
Hacia mediados del siglo XIX, el lugar, ya por entonces perteneciente a Cuartango, tenía contabilizada una población de tres habitantes. Aparece descrito, con la grafía de «Inurrita», en el noveno volumen del Diccionario geográfico-estadístico-histórico de España y sus posesiones de Ultramar de Pascual Madoz con las siguientes palabras:

INURRITA: l. del ayunt. y valle de Cuartango en la prov. de Alava (á Vitoria 5 leg.), part. jud. de Añana (3), c. g. de las Provincias Vascongadas, aud. terr. de Burgos (19), dióc. de Calahorra (20): sit. en una pequeña llanura, con clima frio: tiene solamente una casas, y ahora se está reponiendo alguna otra de las derruidas, en cuyo estado se halla tambien la igl.; en sus cercanias y no lejos de Archua y Sta. Eulalia se halla una ermita la (Sma. Trinidad) á que concurre mucha gente en romeria varios dias del año, y ofrece la particularidad de una cueva muy larga á cuyo térm. no se llega ni aun despues de caminar por espacio de una hora; su altura es poco mas que la de un hombre, y su lat. bastante para dar paso por los lados á los viageros que visitan este sitio, y por el centro á un arroyo de agua cristalina que corre mansamente. El térm. confina N. el monte Guibijo; E. Guillante; S. Archua, y O. Luna. El terreno es de mala calidad y montuoso, poblado casi totalmente de hayas; le cruza el riach. de San Antonio que baja del espresado monte por O. del pueblo y corre luego hácia el E. en direccion del Bayas, en cuyo r. desagua. Los caminos son locales y en mediano estado. prod.: trigo, cebada y avena; cria ganado vacuno, caballar, de cerda y lanar, caza de perdices, liebres, zorras y garduñas. pobl.: 1 vec., 3 alm. riqueza y contr. con su ayunt. (V.)
(Madoz, 1847, pp. 436-437)

En 2022, tenía empadronado un único habitante.

## Demografía
| Gráfica de evolución demográfica de Iñurrieta entre 2000 y 2017 |
|                                                                 |
| Población de derecho según los censos de población del INE.     |

## Patrimonio
Hubo en el lugar una iglesia que a mediados del siglo XIX estaba ya en estado de ruina. En las inmediaciones del lugar se encuentra la ermita de la Trinidad.